# Гильман, Залман Давидович
Залман Давидович Гильман (родился 17 ноября 1929 г. в городе Борисове, Минская область) — учёный в области сельского хозяйства по специальности частная зоотехника. Доктор сельскохозяйственных наук (1976), профессор (1978), почётный доктор Гродненского государственного аграрного университета (ГСХИ) (2011). Заслуженный работник сельского хозяйства Республики Беларусь (1992).

## Биография
После окончания Московской сельскохозяйственной академии имени К. А. Тимирязева в (1952 г.) с мая 1952 по октябрь 1958 г. работал старшим научным сотрудником Ульяновской областной опытной станции животноводства, с 1959—1965 гг. — заместителем директора по научной работе Ярославской опытной станции Всесоюзного научно-исследовательского института животноводства СССР (ВИЖ), с 1966 по 1985 год — заведующим отдела свиноводства и технологии производства свинины Белорусского научно-исследовательского института животноводства (БелНИИЖ), с 1986 по 2004 гг. — заведующим кафедрой частной зоотехнии Гродненского Государственного сельхозинститута, (Гродненский государственный аграрный университет), с 2004 г. — начальник научно-технологического отдела Белорусского сельскохозяйственного закрытого акционерного общества (ЗАО «Консул»).
Руководил научно-исследовательской работой 30 аспирантов и 2-х докторантов.
Длительное время был членом бюро Проблемного Совета по научно-исследовательской работе в области животноводства при Президиуме Всесоюзной Академии сельскохозяйственных наук СССР (ВАСХНИЛ), председателем комиссии по качеству свинины того же Совета; председателем Совета по работе с породами свиней Республики Беларусь, заместителем председателя Всесоюзного Совета СССР по работе с породами свиней, заместителем председателя Научно-технического Совета по технологии производства продуктов животноводства Республики Беларусь; членом Научно-технического Совета МСХ СССР, членом межгосударственного ВУЗовского Совета по исследованиям в свиноводстве стран СНГ, научных советов по защите диссертаций при Белорусском научно-исследовательском институте животноводства (БелНИИЖ) и Гродненском государственном аграрном университете (ГСХИ), редколлегий журнала «Свиноводство» СССР, научных Трудов БелНИИЖ и ГСХИ.
Принимал непосредственное участие в разработке и внедрении Государственных программ развития животноводства, инструкций, рекомендаций и наставлений по дальнейшему развитию этой отрасли сельского хозяйства и повышению её эффективности, а также в педагогической, общественно воспитательной работе в высших учебных заведениях и культурно просветительной деятельности, способствующей мирному сосуществованию и сотрудничеству различных стран и народов.

## Издательская деятельность
Опубликовал более 300 научных работ, в том числе нижеследующие монографии, учебники для вузов и техникумов, справочники, сборники научных разработок, научно-популярные брошюры.
- Повышение мясных качеств свиней. Минск «Ураджай», 1972 г., 192 стр.

В этой монографии обобщены исследования автора, опыт передовых хозяйств и литературные данные по вопросам определения и дальнейшего повышения мясной продуктивности свиней высокоэффективными селекционными и технологическими методами.

Рассчитана на зоотехников хозяйств, сотрудников научно-исследовательских учреждений, преподавателей ВУЗов и техникумов.
- Производство мяса на промышленной основе. Издательство «Знание, Новое в жизни науке и технике». Москва, 1980 г., 63 стр. (Соавтор В. И. Фисинин)

В научно популярном изложении обобщен передовой опыт экономически эффективного производства мяса свиней и птицы с использованием новейших научно-технологических разработок. 

Издание рассчитано на работников производственных предприятий, преподавателей и учащихся сельскохозяйственных учебных заведений, лекторов общественных организаций и их слушателей.
- Повышение продуктивности свиней. Минск, «Ураджай» 1982 г., 238стр.

В монографии рассматриваются возможности дальнейшего повышения продуктивности свиней в процессе индустриализации свиноводства, прогрессивные методы племенной работы, воспроизводства стада, выращивания и рационального использование свиноматок на существующих, реконструированных и строящихся свинокомплексах. 

Рассчитана на работников животноводства сельскохозяйственных предприятий и учреждений.
- Промышленная технология на свинофермах. Издательство «Знание, новое в жизни, науке и технике». Москва 1984 г., 64стр.

На большом фактически материале в научно популярном изложении обобщен опыт внедрения промышленных методов производства свинины на средних и небольших свинофермах. 

Издание рассчитано на работников сельскохозяйственных предприятий, преподавателей и учащихся сельскохозяйственных учебных заведений, лекторов общественных организаций и их слушателей.
- Справочник по свиноводству, (соавтор И. Н. Никитчинко). Минск, «Ураджай» 1984 г., 191 стр.

Рассчитан на операторов ферм и комплексов, руководителей и специалистов свиноводческих предприятий.
- Производство свинины в условиях нечерноземья. Агропромиздат, Ленинградское отделение, 1985 г., 272 стр. (соавторы В. П. Урбан и др.)

Обобщен передовой опыт проектирования, реконструкции и комплексной механизации свиноводческих предприятий; племенной работы и воспроизводства стада, технологии содержания и кормления животных, ветеринарной работы, организации и оплаты труда, материально технического обеспечения ферм и комплексов. 

Книга рассчитана на руководителей и специалистов свиноводческих предприятий и учреждений.
- Свиноводство. Учебное пособие для сельскохозяйственных техникумов. Минск. «Ураджай» 1989 г., 311стр.

Подготовлено в соответствии с программой по специальности зоотехния с учетом новейших достижений науки и опыта передовых хозяйств. Включена тетрадь для лабораторно практических занятий. Допущено и рекомендовано Министерством сельского хозяйства для использования в качестве учебника.
- Свиноводство и технология производства свинины. Учебное пособие, Минск, «Ураджай», 1995 г., 368 стр.

Подготовлено в соответствии с программой обучения в сельскохозяйственных ВУЗах, допущено и рекомендовано Министерством сельского хозяйства для использования в качестве учебника.
- Государственные книги племенных свиней разводимых в Белоруссии пород. Изданы Министерством сельского хозяйства Республики Беларусь в 1970,1971,1972,1973,1978,1979,1982 гг., З. Д. Гильман соавтор и редактор.
- Хрюшка человеку и кормилица и лекарь. Брест, издательство «Альтернатива» 2012 г., 46стр.

В этом издании представлена малоизвестная интересная и полезная информация о биологических особенностях, хозяйственно полезных признаках и поведенческих реакциях свиней. Рассчитана на широкий круг читателей.
- Суждено жить дружно. Минск: Издательский дом «Звязда», 2013. — 320 стр. Сборник публицистических выступлений и рассказов именитых интеллектуалов о евреях, необходимости содействия их плодотворному сотрудничеству с другими народами и противодействия антисемитизму. (З. Д. Гильман составитель и соавтор)

## Изобретения
Имеет авторские свидетельства на 14 изобретений, в том числе на две породы (Белорусская крупная белая, авторское свидетельство № 47511, Белорусская черно-пестрая авторское свидетельство № 2041) и три внутрипородных типа свиней синей Крупной Белой породы (БКБ-1 авторское свидетельство № 2032, Минский авторское свидетельство № 5243 и Витебский авторское свидетельство № 5242).
Белорусская Крупная белая порода утверждена Государственной комиссией Российской Федерации по испытанию и охране селекционных достижений 28.11.2007 г. и зарегистрирован в Государственном реестре охранных селекционных достижений Беларуси.
Внутрипородный тип свиней БКБ-1 утвержден Государственным комитетом СССР по делам изобретений и открытий и зарегистрирован в Государственном реестре селекционных достижений ССР 21.04.1976 г., а внутрепородные Минский и Витебский утверждены Государственным комитетом СССР по делам изобретений и открытий 1.10.1990 г.
и зарегистрированы в Государственном реестре селекционных достижений СССР 01.03.1991 г.
Белорусская черно-пестрая порода утверждена Министерством сельского хозяйства СССР 25.11.1976 г., и зарегистрирована Комитетом по делам изобретений и открытий при Совете Министров СССР в Государственном реестре селекционных достижений СССР.
Животные этих пород и внутрипородных типов использовались в Белоруссии для производства более 80 % свинины и экспортировались в другие страны.
- «Способ выращивания маток для получения разовых опоросов». Зарегистрировано в Государственном реестре изобретений СССР 20.12.1995 г.[1]
- «Способ выращивания свинок на убой». Зарегистрировано в Государственном реестре изобретений СССР 20.12.1995 г.[2]
- «Способ выращивания свинок». Зарегистрировано в Государственном реестре изобретений СССР 08.01.1989 г.[3]
- «Способ получения сухого продукта из молочной сыворотки „Провилакт“ (его варианты)». Зарегистрировано в Государственном реестре изобретений СССР 15.10.1983 г.[4]
- «Устройство для выявления охоты у свиноматок». Зарегистрировано в Государственном реестре изобретений СССР 01.04.1982 г.[5]
- «Устройство для прижизненного определения толщины шпика у свиней». Зарегистрировано в Государственном реестре изобретений СССР 08.02.1972 г.[6]

## Награды и премии
- Премия Совета Министров СССР, 1980 г.
- Заслуженный работник сельского хозяйства Республики Беларусь, 1992 г.
- Награждён орденом «Знак Почета», медалями и дипломами выставок достижений Народного хозяйства Республики Беларусь и СССР, дипломом первой степени и почетной грамотой Министерства сельского хозяйства Республики Беларусь за победы в республиканских конкурсах и смотрах профессионального мастерства преподавателей средних и высших сельскохозяйственных учебных заведений.
- Многократно поощрялся почетными грамотами и премиями облисполкомов, Министерства сельского хозяйства, руководства организации и учреждений в которых непосредственно работал.